# Draft de la UFL de 2011
El Draft 2011 de la United Football League fue la tercera edición. Este se llevó a cabo el 2 de mayo de 2011 iniciando a las 8:00 p. m. ET. En esta ocasión el draft consto de 10 rondas, en las primeras 3 rondas el orden fue inverso de la clasificación final de la temporada 2010, Hartford Colonials fue el primero en seleccionar y el último fue el campeón de la temporada anterior Las Vegas Locomotives. El equipo de expansión Virginia Destroyers tomó el lugar del desaparecido Florida Tuskers ya que el personal de Florida tomó el equipo de Virginia, tuvo una selección extra y la última selección (52). Durante las rondas 1 y 2 cada equipo tuvo 5 minutos para hacer su selección del jugador, a partir de la ronda 3 se redujo a 3 minutos para seleccionar. Ronda por ronda fueron anunciados los resultados vía Twitter por cada head coach.
Los jugadores seleccionados en el draft por cada equipo se mantienen en la lista de Reservas/Sin firmar hasta que el jugador firme con el equipo y será agregado al roster.
Tras la no participación de Hartford Colonials para la temporada 2011 se realizó un draft para 24 jugadores que ya formaban parte del equipo de jugar en otro de los 4 equipos que continuaron en la liga.

## Tratos
- Las Vegas Locomotives negocio la ronda 4 con Hartford Colonials y la ronda 10 con Omaha Nighthawks.
- Sacramento Mountain Lions negocio la ronda 8 con Omaha Nighthawks.

## Selección de jugadores[2]
| Clave de posiciones | Clave de posiciones | Clave de posiciones | Clave de posiciones | Clave de posiciones | Clave de posiciones | Clave de posiciones | Clave de posiciones | Clave de posiciones | Clave de posiciones |
| ------------------- | ------------------- | ------------------- | ------------------- | ------------------- | ------------------- | ------------------- | ------------------- | ------------------- | ------------------- |
| C                   | Center              | CB                  | Cornerback          | DB                  | Defensive back      | DE                  | Defensive end       | DL                  | Defensive lineman   |
| DT                  | Defensive tackle    | FB                  | Fullback            | FS                  | Free safety         | G                   | Guard               | HB                  | Halfback            |
| K                   | Placekicker         | KR                  | Kick returner       | OT                  | Offensive tackle    | OL                  | Offensive lineman   | LB                  | Linebacker          |
| LS                  | Long snapper        | P                   | Punter              | PR                  | Punt returner       | QB                  | Quarterback         | RB                  | Running back        |
| S                   | Safety              | SS                  | Strong safety       | TB                  | Tailback            | TE                  | Tight end           | WR                  | Wide receiver       |

### Ronda Uno
| Elección | Equipo UFL                | Jugador         | Posición | College      |
| -------- | ------------------------- | --------------- | -------- | ------------ |
| 1        | Hartford Colonials        | Jerrod Johnson  | QB       | Texas A&M    |
| 2        | Omaha Nighthawks          | Reynaldo Hill   | CB       | Florida      |
| 3        | Sacramento Mountain Lions | Ryan Colburn    | QB       | Fresno State |
| 4        | Virginia Destroyers       | Martail Burnett | DE       | Utah         |
| 5        | Las Vegas Locomotives     | Joel Bell       | OT       | Furman       |

### Ronda Dos
| Elección | Equipo UFL                | Jugador         | Posición | College        |
| -------- | ------------------------- | --------------- | -------- | -------------- |
| 6        | Hartford Colonials        | Kurt Quarterman | OG       | Louisville     |
| 7        | Omaha Nighthawks          | Jamie Cumbie    | DE       | Clemson        |
| 8        | Sacramento Mountain Lions | Ugo Chinasa     | DE       | Oklahoma State |
| 9        | Virginia Destroyers       | Ryan Sims       | DT       | North Carolina |
| 10       | Las Vegas Locomotives     | Lawrence Wilson | DE       | Ohio State     |

### Ronda Tres
| Elección | Equipo UFL                | Jugador            | Posición | College          |
| -------- | ------------------------- | ------------------ | -------- | ---------------- |
| 11       | Hartford Colonials        | Cecil Newton       | C        | Tennessee State  |
| 12       | Omaha Nighthawks          | Joe Toledo         | OT       | Washington       |
| 13       | Sacramento Mountain Lions | Derrick Roberson   | CB       | Rutgers          |
| 14       | Virginia Destroyers       | Adrian N. Peterson | RB       | Georgia Southern |
| 15       | Las Vegas Locomotives     | Eric Peterman      | WR       | Northwestern     |

### Ronda Cuatro
| Elección | Equipo UFL                | Jugador         | Posición | College           |
| -------- | ------------------------- | --------------- | -------- | ----------------- |
| 16       | Hartford Colonials        | Ricky Henry     | OG       | Nebraska          |
| 17       | Omaha Nighthawks          | Chris Smith     | CB       | Northern Illinois |
| 18       | Sacramento Mountain Lions | Roberto Davis   | DE       | NW Missouri State |
| 19       | Virginia Destroyers       | Aundrae Allison | WR       | East Carolina     |
| 20       | Hartford Colonials        | Brad Thorson    | OL       | Kansas            |
| 21       | Virginia Destroyers       | Clint Ingram    | LB       | Oklahoma          |

### Ronda Cinco
| Elección | Equipo UFL                | Jugador           | Posición | College           |
| -------- | ------------------------- | ----------------- | -------- | ----------------- |
| 22       | Hartford Colonials        | Phillip Tanner    | RB       | Middle Tenn State |
| 23       | Omaha Nighthawks          | Mike Smith        | OT       | Nebraska          |
| 24       | Sacramento Mountain Lions | Spencer Paysinger | LB       | Oregon            |
| 25       | Virginia Destroyers       | Trevor Anderson   | DT       | Albany            |
| 26       | Las Vegas Locomotives     | Kennedy Tinsley   | FB       | North Carolina    |

### Ronda Seis
| Elección | Equipo UFL                | Jugador       | Posición | College        |
| -------- | ------------------------- | ------------- | -------- | -------------- |
| 27       | Hartford Colonials        | Ervin Baldwin | DE       | Michigan State |
| 28       | Omaha Nighthawks          | D.J. Jones    | OT       | Nebraska       |
| 29       | Sacramento Mountain Lions | Jamel Hamler  | WR       | Fresno State   |
| 30       | Virginia Destroyers       | Ian Scott     | DT       | Florida        |
| 31       | Las Vegas Locomotives     | Mike Teel     | QB       | Rutgers        |

### Ronda Siete
| Elección | Equipo UFL                | Jugador        | Posición | College          |
| -------- | ------------------------- | -------------- | -------- | ---------------- |
| 32       | Hartford Colonials        | Greg Smith     | TE       | Texas            |
| 33       | Omaha Nighthawks          | Kyle Nelson    | TE       | New Mexico State |
| 34       | Sacramento Mountain Lions | Kainoa LaCount | OT       | Hawái            |
| 35       | Virginia Destroyers       | Joe Monteverde | TE       | Richmond         |
| 36       | Las Vegas Locomotives     | Dave Philistin | LB       | Maryland         |

### Ronda Ocho
| Elección | Equipo UFL            | Jugador         | Posición | College      |
| -------- | --------------------- | --------------- | -------- | ------------ |
| 37       | Hartford Colonials    | Colby Whitlock  | DT       | Texas Tech   |
| 38       | Omaha Nightwaks       | Jeremiah Masoli | QB       | Mississippi  |
| 39       | Omaha Nighthawks      | Brian Johnston  | DE       | Gardner Webb |
| 40       | Virginia Destroyers   | Wynel Seldon    | RB       | Wyoming      |
| 41       | Las Vegas Locomotives | Cameron Colvin  | WR       | Oregon       |

### Ronda Nueve
| Elección | Equipo UFL                | Jugador        | Posición | College            |
| -------- | ------------------------- | -------------- | -------- | ------------------ |
| 42       | Hartford Colonials        | Jonathan Lewis | DT       | Virginia Tech      |
| 43       | Omaha Nighthawks          | Derrick Locke  | RB       | Kentucky           |
| 44       | Sacramento Mountain Lions | Josh Gatlin    | CB       | North Dakota State |
| 45       | Virginia Destroyers       | Derek Divine   | QB       | Marshall           |
| 46       | Las Vegas Locomotives     | Mario Fannin   | RB       | Auburn             |

### Ronda Diez
| Elección | Equipo UFL                | Jugador             | Posición | College              |
| -------- | ------------------------- | ------------------- | -------- | -------------------- |
| 47       | Hartford Colonials        | Keith Grennan       | DE       | Eastern Washington   |
| 48       | Omaha Nighthawks          | Akiem Hicks         | DT       | University of Regina |
| 49       | Sacramento Mountain Lions | Keanemana Silva     | S        | Hawái                |
| 50       | Virginia Destroyers       | Jahi Word-Daniels 1 | DB       | Georgia Tech         |
| 51       | Omaha Nighthawks          | Mark Herzlich       | LB       | Boston College       |
| 52       | Virginia Destroyers       | Jeff Maehl          | WR       | Oregon               |

1 - Virginia había seleccionado a David Pittman (FB) pero se encontró que tenía un contrato con otro equipo profesional.

## Draft de jugadores de Hartford Colonials

### Ronda 1
| Elección | Equipo UFL                | Jugador         | Posición | College      |
| -------- | ------------------------- | --------------- | -------- | ------------ |
| 1        | Omaha Nighthawks          | Orrin Thompson  | T        | Duke         |
| 2        | Sacramento Mountain Lions | Kurt Quarterman | OG       | Louisville   |
| 3        | Virginia Destroyers       | Adam Terry      | OT       | Syracuse     |
| 4        | Las Vegas Locomotives     | Gerard Lawson   | DB       | Oregon State |

### Ronda 2
| Elección | Equipo UFL                | Jugador          | Posición | College      |
| -------- | ------------------------- | ---------------- | -------- | ------------ |
| 5        | Omaha Nighthawks          | Chad Nkang       | LB       | Elon         |
| 6        | Sacramento Mountain Lions | John Busing      | S        | Miami (Ohio) |
| 7        | Virginia Destroyers       | Orien Harris     | DT       | Miami        |
| 8        | Las Vegas Locomotives     | Maurice Fountain | DE       | Clemson      |

### Ronda 3
| Elección | Equipo UFL                | Jugador         | Posición | College        |
| -------- | ------------------------- | --------------- | -------- | -------------- |
| 9        | Omaha Nighthawks          | Kyle Calloway   | OL       | Iowa           |
| 10       | Sacramento Mountain Lions | Jonas Seawright | DT       | North Carolina |
| 11       | Virginia Destroyers       | Kyle Whitehurst | DB       | Hampton        |
| 12       | Las Vegas Locomotives     | Dany Lansanah   | LB       | Connecticut    |

### Ronda 4
| Elección | Equipo UFL                | Jugador        | Posición | College       |
| -------- | ------------------------- | -------------- | -------- | ------------- |
| 13       | Omaha Nighthawks          | Lorenzo Booker | RB       | Florida State |
| 14       | Sacramento Mountain Lions | Jeff Cottam    | TE       | Tennessee     |
| 15       | Virginia Destroyers       | Jonathan Lewis | DT       | Virginia Tech |
| 16       | Las Vegas Locomotives     | Tyson Devree   | TE       | Colorado      |

### Ronda 5
| Elección | Equipo UFL                | Jugador         | Posición | College                |
| -------- | ------------------------- | --------------- | -------- | ---------------------- |
| 17       | Omaha Nighthawks          | Terrell Skinner | S        | Maryland               |
| 18       | Sacramento Mountain Lions | Greg Peterson   | DT       | North Carolina Central |
| 19       | Virginia Destroyers       | Jason Davis     | FB       | Illinois               |
| 20       | Las Vegas Locomotives     | Quintin Demps   | S        | Texas El Paso          |

### Ronda 6
| Elección | Equipo UFL                | Jugador         | Posición | College         |
| -------- | ------------------------- | --------------- | -------- | --------------- |
| 21       | Omaha Nighthawks          | Cecil Newton    | OL       | Tennessee State |
| 22       | Sacramento Mountain Lions | Manny Collins   | DB       | Rutgers         |
| 23       | Virginia Destroyers       | Chris Jennings  | RB       | Arizona         |
| 24       | Las Vegas Locomotives     | Simoni Lawrence | LB       | Minnesota       |